# Within Our Gates
Within Our Gates er en amerikansk stumfilm fra 1920 af Oscar Micheaux.

## Medvirkende
- Evelyn Preer som Sylvia Landry
- Floy Clements som Alma Prichard
- James D. Ruffin som Conrad Drebert
- Jack Chenault som Larry Prichard
- William Smith som Philip Gentry
- Charles D. Lucas som Dr. V. Vivian
- Bernice Ladd som Mrs. Geraldine Stratton
- Mrs. Evelyn som Mrs. Elena Warwick
- William Starks som Jasper Landry
- Ralph Johnson som Philip Gridlestone
- E.G. Tatum som Efrem
- Grant Edwards som Emil
- Grant Gorman som Armand Gridlestone
- Mattie Edwards
- S.T. Jacks
- Jimmie Cook